# Værløse Kirke
Værløse Kirke är en kyrka som ligger i Værløse i Furesø kommun, omkring tio kilometer nordväst om centrala Köpenhamn.

## Kyrkobyggnaden
Kyrkan uppfördes åren 1970 - 1971 efter ritningar av arkitekt Holger Jensen.
3 oktober 1970 lades grundstenen och 7 november 1971 invigdes kyrkan av biskop J.B. Leer-Andersen.
År 1975 uppfördes en fristående klockstapel.
13 mars 1986 gav Kirkeministeriet tillåtelse att bygga om och bygga ut kyrkan och 10 maj 1987 återinvigdes kyrkan av biskop Johannes Johansen.
Kyrkorummet är orienterat i nord-sydlig riktning med altare i norr och ingång i söder.

## Inventarier
- Första orgeln med 20 stämmor tillverkades av orgelbyggare P.G. Andersen i Bagsværd och togs i bruk 6 december 1973. Orgeln såldes år 1986 till Roskilde Domsogns menighedsråd. Nuvarande orgel med 26 stämmor tillverkades också av P.G. Andersen och invigdes Palmsöndagen den 8 april 1990.
- Altarväggen är dekorerad med keramik tillverkad 1992 av Tue Poulsen. Motiven är Livets träd, ljusstrålar och fåglar som flyger mot ett kors.